# Турлыбай Батыр
Турлыбай Батыр (каз. Тұрлыбай Батыр, до 2011 года — Красная Заря) — аул в Меркенском районе Жамбылской области Казахстана. Входит в состав Жамбылского сельского округа. Код КАТО — 315433400.

## Население
В 1999 году население села составляло 282 человека (150 мужчин и 132 женщины). По данным переписи 2009 года, в селе проживало 309 человек (160 мужчин и 149 женщин).